# Tuc de Pujastó
El Tuc de Pujastó és una muntanya de 2.016 metres que es troba entre els municipis de Bossòst, a la comarca de la Vall d'Aran i de Banhèras de Luishon a França.
Al cim podem trobar-hi un vèrtex geodèsic (referència 252058001).